# Anna Kaczmar
Anna Kaczmar est une joueuse de volley-ball polonaise née le 26 septembre 1985 à Bielsko-Biała. Elle mesure 1,80 m et joue au poste de passeuse.

## Clubs
| Club                   | De        | À         |
| ---------------------- | --------- | --------- |
| Orzeł Kozy             | 2004-2005 | 2004-2005 |
| Sokół Chorzów          | 2005-2006 | 2005-2006 |
| PLKS Pszczyna          | 2006-2007 | 2006-2007 |
| BKS Stal Bielsko-Biała | 2007-2008 | 2010-2011 |
| PTPS Piła              | 2011-2012 | 2011-2012 |
| Muszynianka Muszyna    | 2012-2013 | 2012-2013 |
| MKS Dąbrowa Górnicza   | 2013-2014 | 2013-2014 |
| Atom Trefl Sopot       | 2014-2015 | 2015-2016 |
| KS Developres Rzeszów  | 2016-2017 | 2017-2018 |
| Cuneo Granda Volley    | 2018-2019 | 2018-2019 |
| KS Developres Rzeszów  | 2019-2020 | …         |

## Palmarès
- Coupe de la CEV
  - Vainqueur :2013.
  - Finaliste : 2015.
- Championnat de Pologne
  - Vainqueur : 2010.
  - Finaliste : 2009, 2015, 2016, 2020.
- Coupe de Pologne
  - Vainqueur : 2009, 2015.
  - Finaliste : 2016, 2020.
- Supercoupe de Pologne
  - Vainqueur : 2013.
  - Finaliste : 2015.